# 蒙特阿萊格雷 (帕拉州)

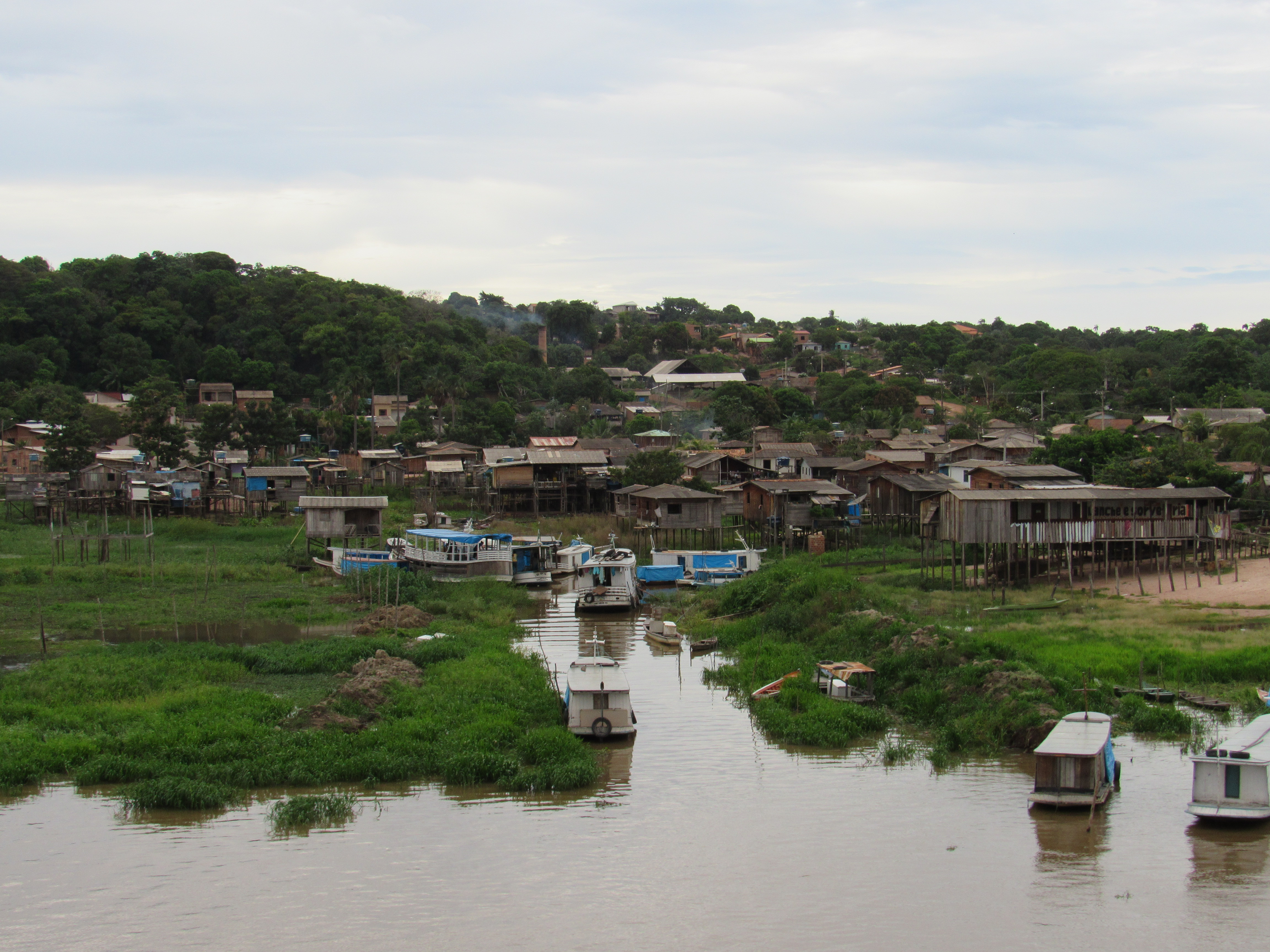
蒙特阿萊格雷

蒙特阿萊格雷（葡萄牙語：Monte Alegre），是巴西的城鎮，位於該國北部，由帕拉州負責管轄，始建於1880年3月15日，面積21,703平方公里，海拔高度38米，2010年人口55,459，人口密度每平方公里2.56人。